# Bad Blumau
Bad Blumau osztrák község Stájerország Hartberg-fürstenfeldi járásában. 2017 januárjában 1624 lakosa volt.

## Elhelyezkedése

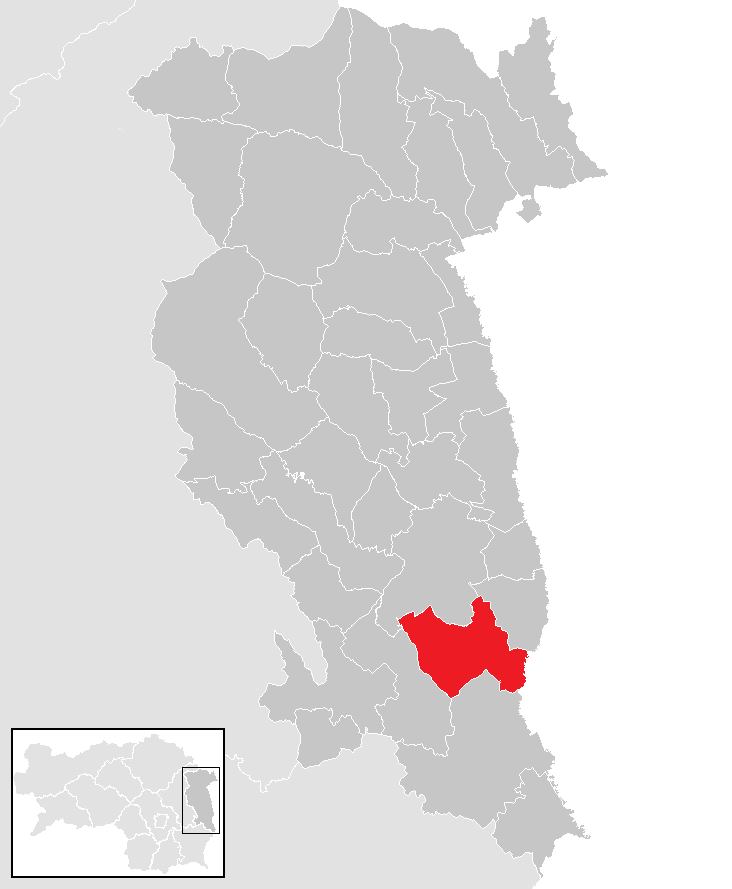
Bad Blumau a Hartberg-fürstenfeldi járásban

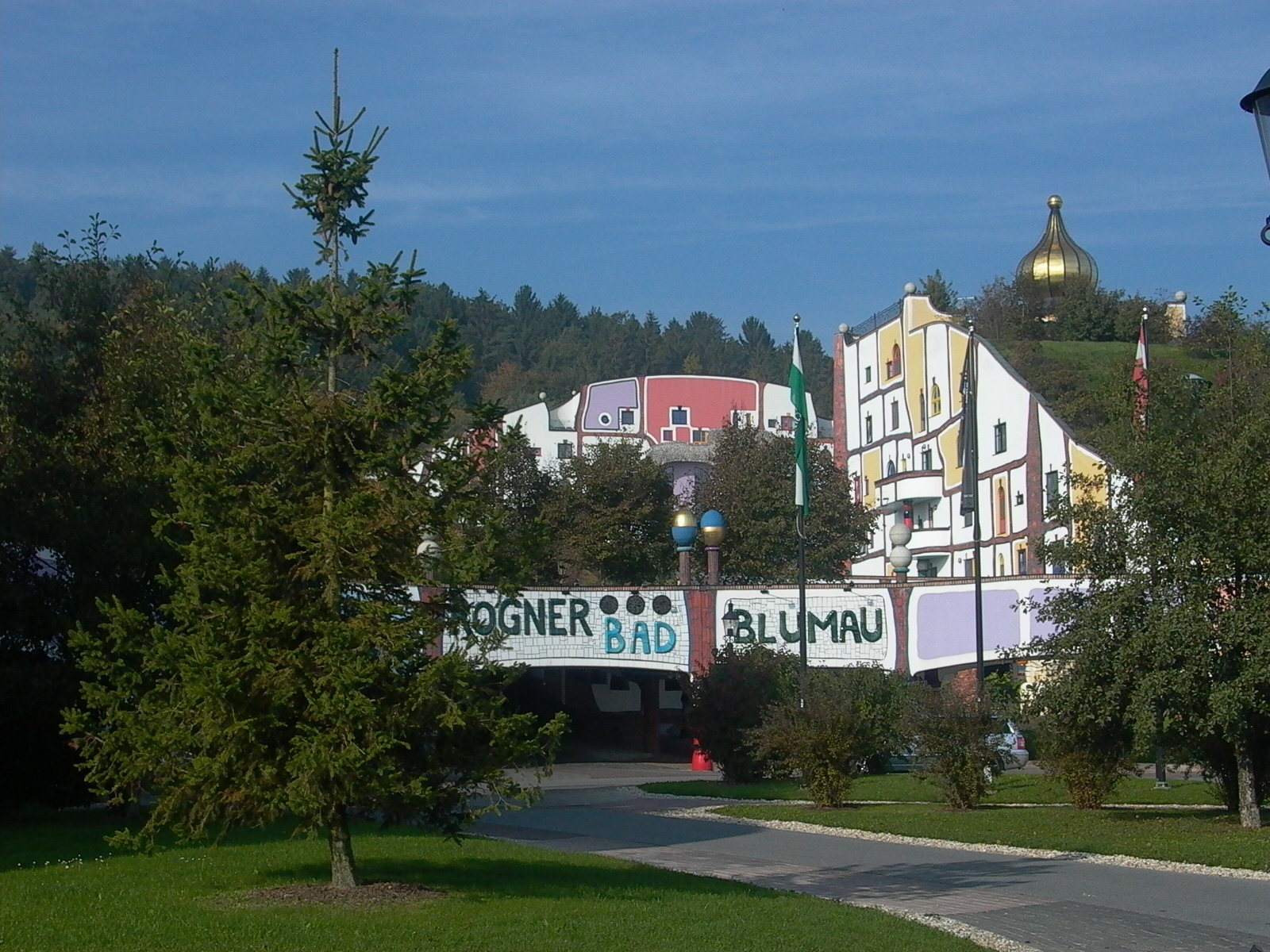
A blumaui termálfürdő

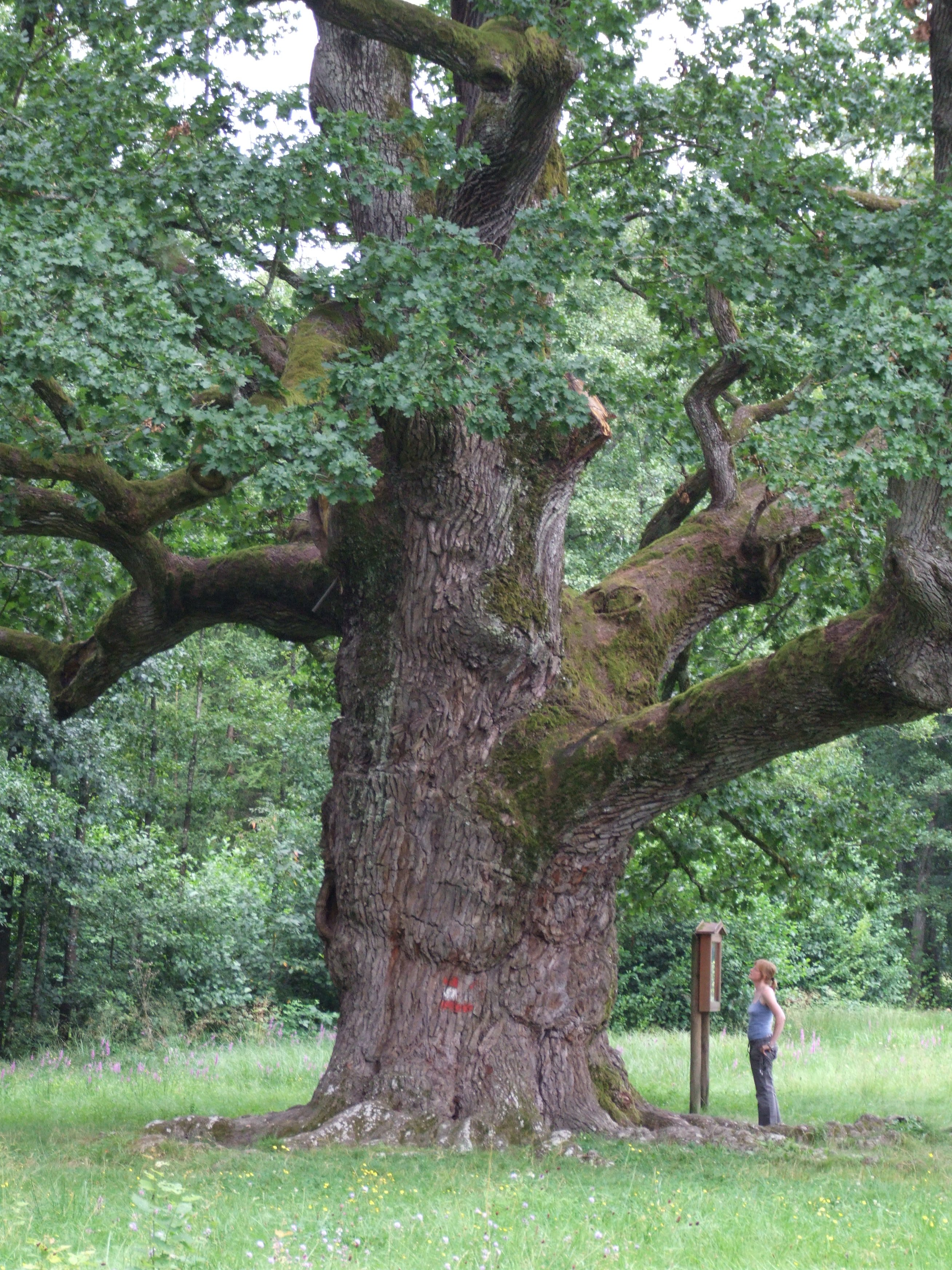
Az ezeréves tölgy

Bad Blumau a Kelet-stájerországi dombságon fekszik, kb. 25 km-rel délre a járási központ Hartbergtől, a Safen folyó mentén, kevéssel azelőtt hogy az a Lapincsba (amely a község területének keleti határát alkotja) torkollana. Az önkormányzat 5 katasztrális községben (Bierbaum, Blumau, Kleinsteinbach, Lindegg, Loimeth) 8 települést egyesít: Bad Blumau (424 lakos), Bierbaum an der Safen (251), Jobst (94), Kleinsteinbach (291), Lindegg (270), Loimeth (94), Schwarzmannshofen (79), Speilbrunn (89).  
A környező önkormányzatok: délre Fölöstöm, délnyugatra Großwilfersdorf, északra Bad Waltersdorf, északkeletre Burgau, keletre Némethidegkút (Burgenland).

## Története
A község területén települések első jelei (halomsírok formájában) az i.sz. 1. századból származnak. A népvándorlás korában 400 körül a kelet-stájer régió elnéptelenedett, majd 600 után szlávok költöztek a térségbe. A megalakuló Avar Kaganátus kiterjesztette rájuk uralmát, majd annak bukása után a Frank Birodalomhoz tartoztak. A honfoglaló magyarok elfoglalták a térséget, majd a 10. század közepén a németek a határt keletre tolták a Lapincs folyóig. A magyarok elleni védelem céljából várrendszert építettek, ennek volt egyik tagja Blumau erődje, amelyet a 13. században még Plumenenau néven ismertek. A várat 1400 körül elhagyták, mára romjai sem maradtak meg. A vár melletti falu Szt. Leonhardnak szentelt gótikus templomát 1480 körül építették, ám az épületet a 17. század végén egy földcsuszamlás úgy megrongálta, hogy lebontották és helyette 1703-ban egy barokk stílusú, Szt. Sebestyénnek szentelt templom épült Bartolomäus Ebner udvari építész tervei alapján.      
Miután a vulkanikus eredetű dombvidéken termálvizet találtak, 1997-ben megnyílt a Friedensreich Hundertwasser által tervezett fürdő és addig mezőgazdasági irányultságú község fő jövedelmi forrásává a turizmus vált. 2001-ben hivatalosan is fürdővárossá nyilvánították és felvette a Bad Blumau nevet. A fürdő mellett a 107 °C-os termálvíz geotermikus erőművet is működtet, amely 180 kW-nyi elektromosságot termel. 

## Lakosság
A Bad Blumau-i önkormányzat területén 2017 januárjában 1624 fő élt. A lakosságszám 1991 óta (akkor 1482 fő) gyarapodó tendenciát mutat. 2015-ben a helybeliek 93,3%-a volt osztrák állampolgár; a külföldiek közül 1% a régi (2004 előtti), 2,7% az új EU-tagállamokból érkezett. 1% a volt Jugoszlávia (Szlovénia és Horvátország nélkül) vagy Törökország, 2% egyéb országok polgára. 2001-ben a lakosok 93,7%-a római katolikusnak, 2,2% evangélikusnak, 1,2% pedig felekezet nélkülinek vallotta magát. Ugyanekkor 2 magyar élt a községben.

## Látnivalók
- a Hundertwasser által tervezett termálfürdő
- a fürdő előtti Thermenpark ("Fürdőpark") nevezetességei a boltív formába ültetett fűzfák
- a Szt. Sebestyén-plébániatemplom
- a blumaui ezeréves tölgy állítólag Európa legöregebb tölgyfája. Törzsének kerülete 8,75 méter.

## Fordítás
- Ez a szócikk részben vagy egészben  a   Bad Blumau című német Wikipédia-szócikk ezen változatának fordításán alapul.  Az eredeti cikk szerkesztőit annak laptörténete sorolja fel. Ez a jelzés csupán a megfogalmazás eredetét és a szerzői jogokat jelzi, nem szolgál a cikkben szereplő információk forrásmegjelöléseként.